# Sito kominowe
Sito kominowe – sprzęt pożarniczy, zaliczony do grupy podręcznego sprzętu gaśniczego, służący do gaszenia pożarów sadzy w przewodach kominowych. Ma ono za zadanie ograniczyć intensywność palenia się sadzy w kominie poprzez przyduszenie pożaru, a także zapobiegać wydostawaniu z komina palącej się sadzy, a w konsekwencji chronić dachy oraz pobliskie zabudowania przed zapaleniem. Wykonane jest z ramy stalowej o wymiarach ok. 60 × 60 cm, wypełnionej siatką o średnicy otworów 3 × 3 mm.